# Giwon ha-Chadasza
Giwon ha-Chadasza (hebr. גבעון החדשה) – wieś i osiedle żydowskie położone w Samorządzie Regionu Matte Binjamin, w Dystrykcie Judei i Samarii, w Izraelu.

## Położenie
Leży w południowo-zachodniej części Samarii, na północny zachód od Jerozolimy, w otoczeniu terytoriów Autonomii Palestyńskiej.

## Historia
Pierwotna osada została założona w 1895 przez żydowskich imigrantów z Jemenu, jednak z powodu trudnych warunków życia została po kilku latach opuszczona. Ponownie osiedlenie nastąpiło w 1924, jednak mieszkańcy ewakuowali się podczas arabskich rozruchów w 1929.
Współczesna osada została założona w 1977.